# Nado sincronizado no Campeonato Mundial de Esportes Aquáticos de 2013 - Combinação rotina livre
A combinação rotina livre do nado sincronizado no Campeonato Mundial de Esportes Aquáticos de 2013 foi realizada entre os dias 21 de julho e 27 de julho no Palau Sant Jordi em Barcelona.

## Calendário
| Fase          | Data        |
| ------------- | ----------- |
| Eliminatórias | 21 de julho |
| Final         | 27 de julho |

## Medalhistas
| Ouro | Prata | Bronze |
| Rússia · Vlada Chigireva · Mikhaela Kalancha · Daria Korobova · Anisya Olkhova · Alexandra Patskevich · Elena Prokofyeva · Alla Shishkina · Maria Shurochkina · Angelika Timanina · Alexandra Zueva · Svetlana Kolesnichenko (reserva) | Espanha · Clara Basiana · Alba María Cabello · Ona Carbonell · Margalida Crespí · Thaïs Henríquez · Paula Klamburg · Sara Levy · Meritxell Mas · Laia Pons · Cristina Salvador · Clara Camacho (reserva) · Irene Montrucchio (reserva) | Ucrânia · Lolita Ananasova · Maryna Golyadkina · Olena Grechykhina · Ganna Klymenko · Kateryna Reznik · Oleksandra Sabada · Kateryna Sadurska · Anastasiya Savchuk · Anna Voloshyna · Olha Zolotarova · Vira Golubova (reserva) · Dana-Mariia Klymenko (reserva) |

## Resultados
| Pos.              | Nacionalidade   | Eliminatória | Eliminatória | Final  | Final |
| Pos.              | Nacionalidade   | Pontos       | Pos.         | Pontos | Pos.  |
| ----------------- | --------------- | ------------ | ------------ | ------ | ----- |
| Medalha de ouro   | Rússia          | 96.740       | 1            | 97.060 | 1     |
| Medalha de prata  | Espanha         | 94.040       | 2            | 94.620 | 2     |
| Medalha de bronze | Ucrânia         | 92.860       | 3            | 93.350 | 3     |
| 4                 | Japão           | 91.590       | 4            | 92.020 | 4     |
| 5                 | Canadá          | 91.280       | 5            | 90.410 | 5     |
| 6                 | Itália          | 89.030       | 6            | 89.550 | 6     |
| 7                 | Grécia          | 87.470       | 7            | 86.850 | 7     |
| 8                 | França          | 87.080       | 8            | 86.820 | 8     |
| 9                 | México          | 84.240       | 9            | 84.530 | 9     |
| 10                | Coreia do Norte | 83.790       | 10           | 83.560 | 10    |
| 11                | Suíça           | 82.420       | 12           | 82.310 | 11    |
| 12                | Países Baixos   | 83.220       | 11           | 82.070 | 12    |
| 13                | Bielorrússia    | 79.580       | 13           | 5      | 13    |
| 14                | Cazaquistão     | 78.600       | 14           | 4      | 14    |
| 15                | Nova Zelândia   | 70.600       | 15           | 3      | 15    |
| 16                | Macau           | 69.950       | 16           | 2      | 16    |
| 17                | Tailândia       | 58.730       | 17           | 1      | 17    |